# حامول الماء الأزرق
حامول الماء الأزرق أو العشبة المثانية الزرقاء (الاسم العلمي: Utricularia caerulea)، نبته لاحمة يتراوح حجمها من الصغير جدًا إلى المتوسط تنتمي إلى جنس حامول الماء. تمتد أعطانها من ولاية كاليفورنيا إلى المناطق المدارية في إفريقيا وآسيا وأستراليا. هو نبات أرضي ينمو في التربة الرطبة أو الضحلة فوق الصخور أو في الأراضي العشبية الرطبة أو في المستنقعات أو بالقرب من الجداول في المجتمعات المفتوحة، معظمها ينمو على ارتفاعات منخفضة ولكنه يتسلق إلى ما يصل 2100 متر (6,890 قدم). تم وصفها ونشرها في الأصل من قبل كارل لينيوس في عام 1753.